# 2MASS J01040750-0053283
2MASS J01040750-0053283 ist ein Brauner Zwerg im Sternbild Walfisch. Er wurde 2003 von Bruce Berriman et al. entdeckt und gehört der Spektralklasse L4,5 an.